# Roca Tarpeia

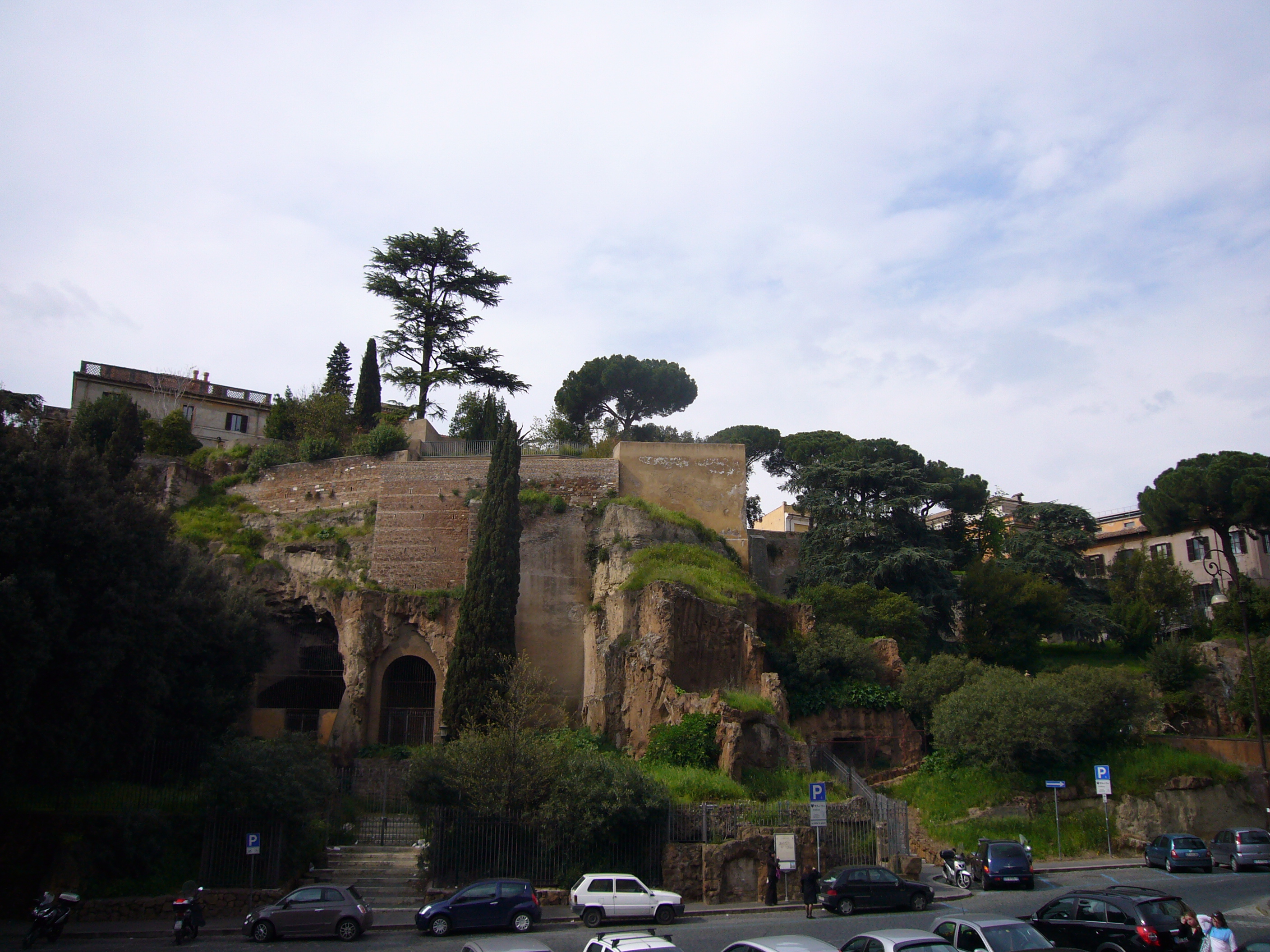
La roca Tarpeia en l'actualitat

La roca Tarpeia (en llatí: Rupes Tarpeia o Saxum Tarpeium) era un penya-segat escarpat de l'antiga Roma, prop del cim sud del turó Capitolí. Tenia vistes a l'antic Fòrum Romà. Durant la República, es va utilitzar com a lloc d'execució d'assassins i de traïdors, que, si els qüestors els condemnaven, sense cap mena de pietat eren llançats des del cim. Tenia uns 25 metres d'alçada.
Segons la llegenda, quan Titus Taci va atacar Roma després del rapte de les sabines, la verge vestal Tarpeia –filla d'Espuri Tarpei, que era governador de la ciutadella del turó Capitolí– va trair els romans obrint les portes de la muralla. El motiu de la traïció va ser bastant vulgar: obtenir allò que els sabins «portaven als braços»... Tarpeia poc s'esperava que, en lloc de braçalets d'or, obtindria els seus escuts que van amuntegar damunt d'ella i la van enterrar a la roca la roca que encara avui porta el seu nom.
Cap a l'any 500 aC, Tarquini el Superb, setè rei de Roma, va anivellar el cim de la roca, en va retirar els altars construïts pels sabins i hi va construir un temple dedicat a Júpiter Capitolí. Al cim també s'hi va construir un altre temple dedicat a Saturn, que contenia el tresor de Roma, i que va ser saquejat per Juli Cèsar l'any 49 aC. Les execucions van continuar fent-se en aquell lloc fins ben entrada l'època de Sul·la. L'execució de Simó bar Giora des de dalt de la roca, va tenir lloc en temps de Vespasià.

## Alguns executats importants

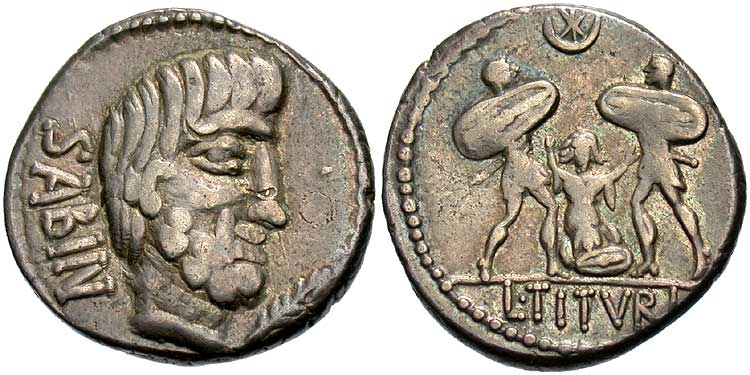
Les dues cares d'una moneda romana, amb l'execució estilitzada d'una persona a la roca Tarpeia (monedes encunyades el 89 aC)

- Espuri Cassi Viscel·lí, el 485 aC.
- Marc Manli Capitolí II, el 384 aC.
- Els rebels de Tàrent, el 212 aC.
- Luci Corneli Crisògon, el 80 aC.
- Sext Mari, el 33 dC.
- Simó bar Giora, el 70.